# Mayanaikanahalli, Magadi
Mayanaikanahalli là một làng thuộc tehsil Magadi, huyện Ramanagara, bang Karnataka, Ấn Độ.